# جاستیس کریستوفر
جاستیس کریستوفر (انگلیسی: Justice Christopher؛ زادهٔ ۲۴ دسامبر ۱۹۸۱ – ۹ مارس ۲۰۲۲) یک بازیکن فوتبال اهل نیجریه بود، که برای تیم فوتبال ناساراوا یونایتد بازی می‌کرد.

## تیم ملی
وی همچنین در تیم‌های ملی فوتبال نیجریه بازی کرده، و در جام جهانی ۲۰۰۲ عضو این تیم بوده است.